# Abtei Neumünster

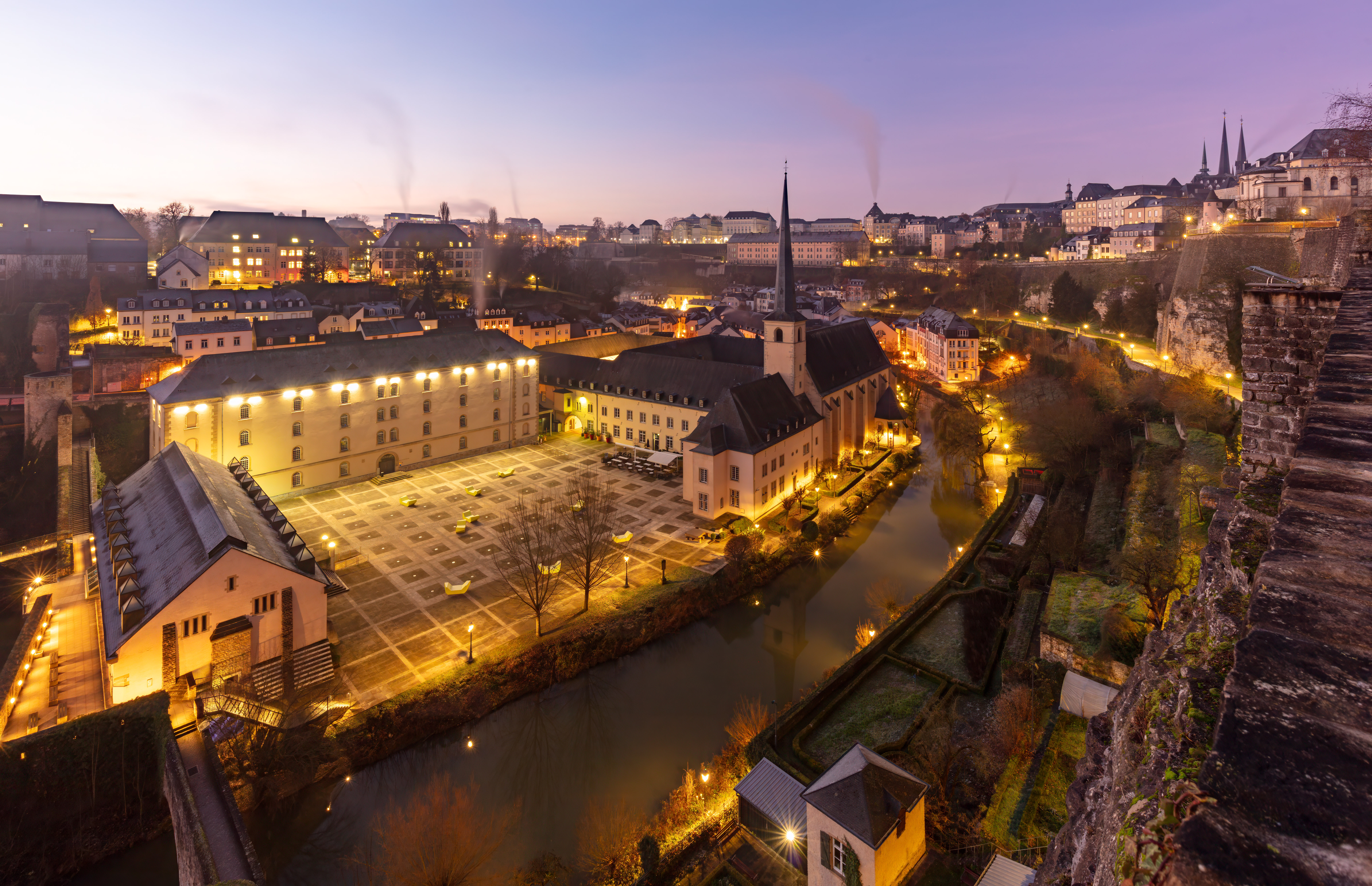
Abtei Neumünster

Die Abtei Neumünster (luxemburgisch Abtei Neimënster) befindet sich im Stadtteil Grund der Stadt Luxemburg am Ufer der Alzette.

## Architektur
Das heutige Veranstaltungsgelände umfasst rund 12.000 m².

## Geschichte

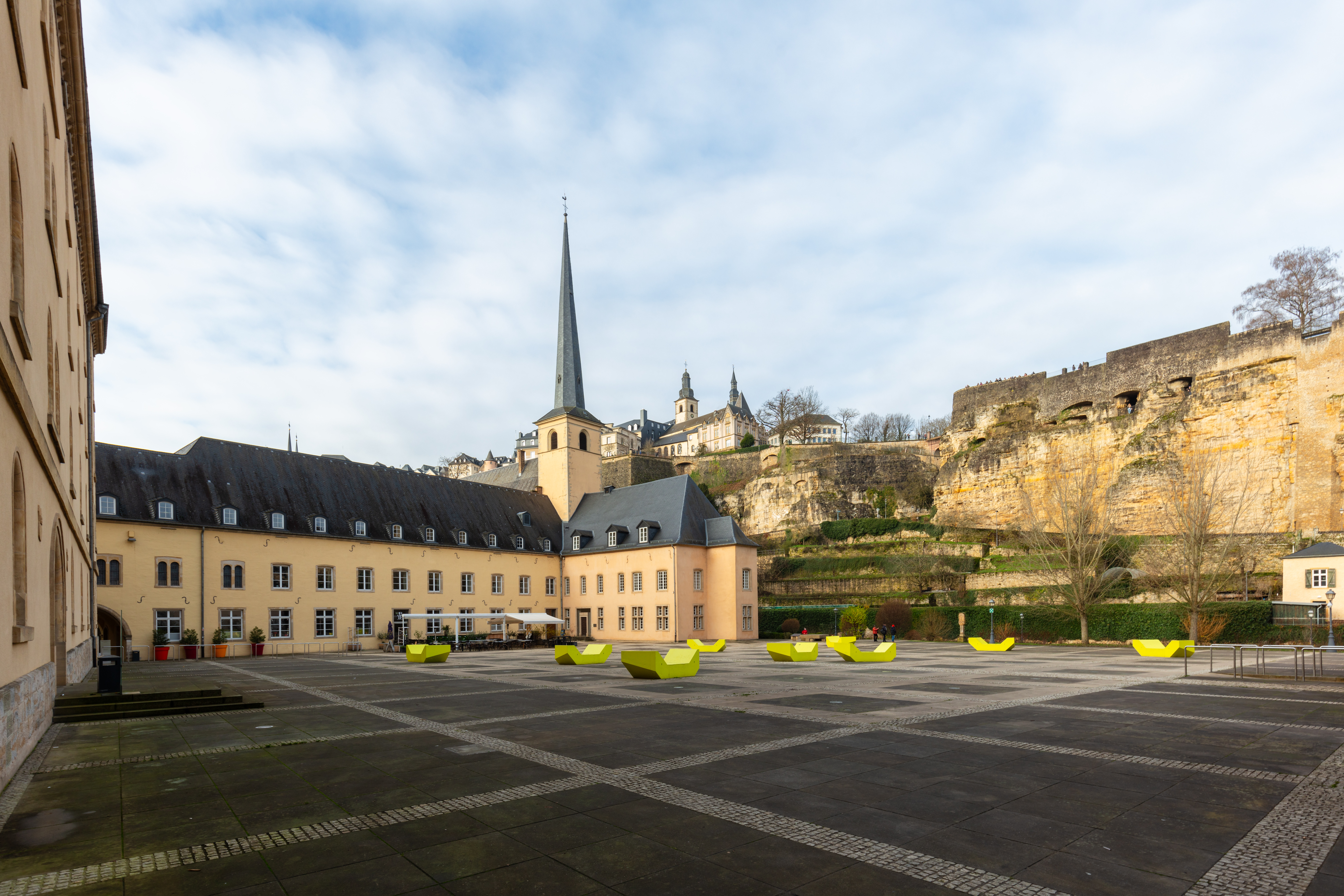
Innenhof

Bei Ausgrabungen auf dem Gelände fanden Archäologen Anzeichen für Besiedelung und Handwerk, die offenbar aus dem 12. und 13. Jahrhundert stammen, an dem Ort des heutigen Hofes des Robert-Bruch-Gebäudes.
Dokumente beweisen, dass Textilhandwerker wie Weber, Färber oder Walker im 14. Jahrhundert hier am Wasser arbeiteten. Die hölzernen Hütten aus dem Übergang zum 15. Jahrhundert wurden dann durch steinerne Werkstätten ersetzt. Im 17. Jahrhundert gab es am linken Ufer der Alzette, gegenüber der Kirche, eine Gerbergemeinschaft.
Nachdem die alte Benediktinerabtei Altmünster während der Kriege zwischen dem Königreich Frankreich und dem Heiligen Römischen Reich, von den Truppen des Königs von Frankreich, Franz I., die die Stadt Luxemburg am 11. September 1543 besetzt hatten, zerstört wurde, und 1684, als die Truppen von Ludwig XIV. auf Befehl von Marschall Créquy und Vauban Luxemburg belagerten und beschossen, erneut schwer beschädigt worden war, errichteten die Benediktinermönche 1606 ihre neue Abteikirche und die zugehörigen Abteigebäude im Stadtteil Grund. Dorthin wurden auch die Gebeine des böhmischen Königs Johann von Luxemburg († 1346) aus Altmünster überführt.

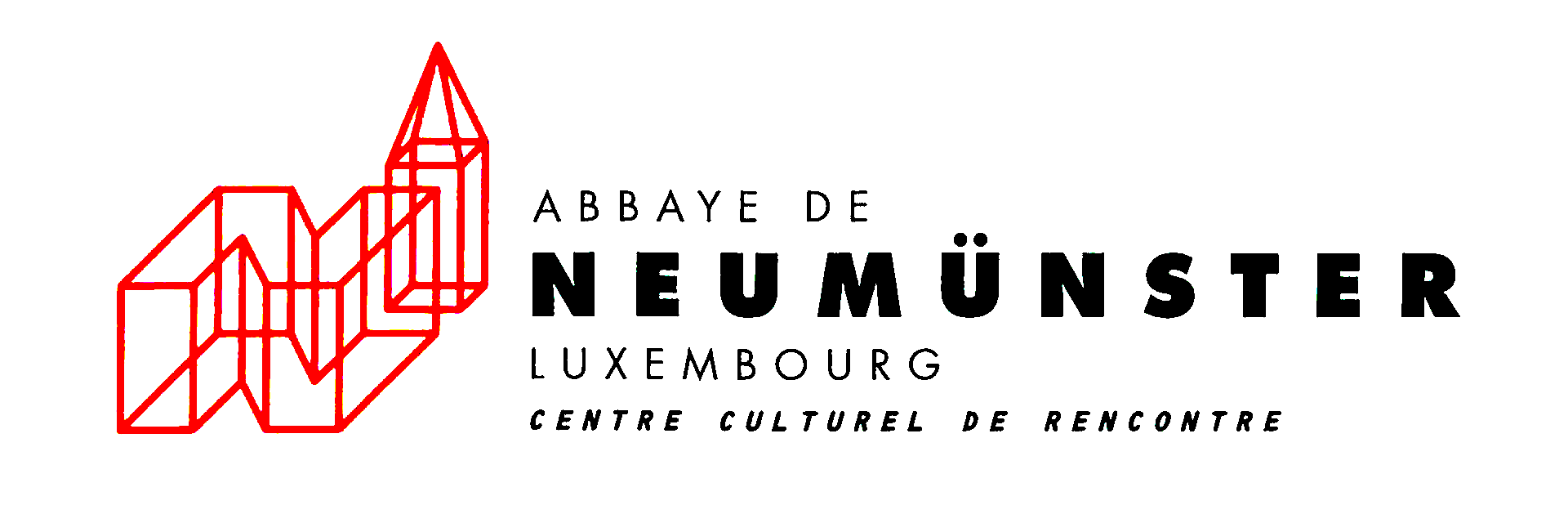
Logo der Abtei Neumünster (2012)

Wie alle anderen Klöster wurde auch die Neumünster-Abtei 1796 durch die französischen Revolutionsbehörden säkularisiert und damit enteignet, als in Luxemburg die Gesetzgebung des französischen «Directoire» eingeführt wurde. Ab 1815 diente die zum Kloster gehörende Johanneskirche den in Luxemburg stationierten Truppen des Deutschen Bundes bis 1867 als ein Militärhospital. Nach dem Abzug der Truppen des Deutschen Bundes 1867 wurde die Abtei im Anschluss an die Übernahme durch den Luxemburger Staat bis 1980 als Männergefängnis genutzt. 
Nach größeren Restaurierungsarbeiten wurde die gesamte Anlage soziokulturellen Zwecken zugeführt und bildet heute den Kulturtreffpunkt Neumünster.